# Devalatti, Khanapur
Devalatti là một làng thuộc tehsil Khanapur, huyện Belgaum, bang Karnataka, Ấn Độ.